# Karolina Kumięga
Karolina Kumięga, née le 16 avril 1999 à Bydgoszcz, est une coureuse cycliste polonaise, spécialisée dans le cyclisme sur route.

## Carrière
Karolina Kumięga commence sa carrière chez les élites au sein de l'équipe amateur polonaise du TKK Pacific. En 2022, elle passe professionnelle après avoir signé un contrat avec l’équipe équipe Valcar-Travel & Service. Elle remporte dès le mois d'août sa première victoire au mémorial Michela Fanini

## Palmarès sur route

### Par années
- 2020
  - 3e du championnat de Pologne du contre-la-montre
- 2022
  - 2e étape du tour de Toscane féminin-Mémorial Michela Fanini
- 2025
  - Tour d'Estonie
  - 3e de Gracia Orlová

### Résultats sur les grands tours

#### Tour d'Italie
2 participations : 
- 2023 : 63e
- 2022 : 54e

#### Tour de France
1 participation : 
- 2024 : 80e

#### Tour d'Espagne
1 participation : 
- 2023 : 100e

### Classements mondiaux
| Année                                 | 2019 | 2020 | 2021 | 2022 | 2023 | 2024 |
| ------------------------------------- | ---- | ---- | ---- | ---- | ---- | ---- |
| Classement UCI                        | 916e | 197e | 367e | 142e | 322e | 225e |
| UCI World Tour                        | nc   | nc   | nc   | 113e | 143e | 125e |
|                                       |      |      |      |      |      |      |
| Légende : nc = non classéSource : UCI |      |      |      |      |      |      |